# Ловинеску, Хория
Хория Ловинеску (рум. Horia Lovinescu; 28 августа 1917, Фэлтичени — 16 сентября 1983, Бухарест) — румынский драматург, сценарист, театральный деятель. Доктор филологических наук (1946). Лауреат Государственной премии Румынии.

## Биография
Родился в семье адвоката. Племянник критика, писателя, историка и социолога культуры, университетского профессора Еуджена Ловинеску. Окончил Бухарестский университет.
С 1964 года в течение двух десятилетий был директором бухарестского театра Teatrul Nottara.

## Творчество
Автор драм, мелодрам, комедий и сценариев.
С конца 1940-х годов писал одноактные пьесы для радио. Первые пьесы для театра — драмы «Свет в Улмах» (1953, Бухарестский муниципальный театр) и «Разрушенная цитадель» (1955, Национальный театр (Бухарест)) были отмечены Государственной премией. Затем были написаны: «Гостиница на перекрёстке» (1955, Национальный театр (Бухарест)), «Сёстры Бога» (1957, там же), «Лихорадка» (1962, Клужский национальный театр), «Смерть художника» (1964), «И я был в Аркадии») и др.
Произведения выдвинули автора в ряды ведущих драматургов Румынии.
Основная проблематика драматургии Х. Ловинеску — столкновение старой и новой морали и показ процесса осознания социальных сдвигов, происшедших в стране, а также анализ человеческого сознания измученного необходимостью аутентичности. Средства его художественного выражения отражают влияния реализма и классицизма, символизма и экспрессионизма.
Пьесы Х. Ловинеску строились на острых психологических конфликтах, написаны образным языком.
В СССР ставились «Ночной гость» (1955, Москва, Радио, под названием «Чтобы этого не случилось с другими»), «Свет в Улмах» (1957, там же), «Разрушенная цитадель» (Московский театр им. Ленинского комсомола, под названием «В доме господина Драгомиреску») и др.

## Избранная драматургия
- Citadela sfărâmată (1954)
- Febre (1961)
- Surorile Boga
- Moartea unui artist (1965)
- Lumina de la Ulmi
- Petru Rareș (историческая драма, 1967)
- O casă onorabilă
- Al patrulea anotimp
- Jocul vieții și al morții în deșertul de cenușă (1968)
- Paradisul (1974)
- Negru și roșu

## Избранная фильмография
- Сестры / Surorile (1984)
- Странный агент / Agentul straniu (1974)
- Дуб, сверхсрочно / Stejar, extrema urgenta (1973)
- 100 (1973)
- Meandre (1966)
- Сентиментальная повесть / Poveste sentimentala (1961)
- Привезите их живыми / Avalansa (1961)
- Разрушенная цитадель / Citadela sfarîmata (1957)